# Berta Castañé
Berta Castañé García (* 5. November 2002 in Sabadell) ist eine spanische Schauspielerin und Model.

## Biografie
Berta Castañé wurde am 5. November 2002 in Sabadell geboren. Sie arbeitete 2013 als Kindermodel für Les enfants de l'eden. Anschließend spielte sie 2016 in dem Film Oh, quina Joia! mit. Von 2016 bis 2017 bekam sie eine Rolle in Big Band Clan. 2017 wurde sie für die Serie Com si fos ahir gecastet.
Außerdem war sie 2018 in dem Film Miss Dalí zu sehen. Unter anderem setzte sie 2019 ihre Karriere in der Netflixserie Días de Navidad fort. 2022 trat sie in Todos mienten auf. Zwischen 2020 und 2023 bekam Castañé in Willkommen auf Eden die Hauptrolle.

## Filmografie (Auswahl)
Filme
- 2015: La española inglesa (Fernsehen)
- 2016: Laia (Fernsehen)
- 2016: Oh, quina joia!
- 2018: Miss Dalí
- 2025: Abschlussfahrt – Mallorca (Viaje de fin de curso: Mallorca)

Serien
- 2015: Bajo sospecha
- 2016–2017: Big Band Clan
- 2017–2022: Com si fos ahir
- 2019: Three Days of Christmas (Días de Navidad)
- 2019–2020: El secreto de Puente Viejo
- 2020: La valla
- 2020–2023: Willkommen auf Eden (Bienvenidos a Edén)
- 2022: Heridas
- seit 2022: You shall not lie – Tödliche Geheimnisse (Todos mienten)
- 2023: Cites
- seit 2023: La Moderna